# 나타샤 멜닉
너태샤 멜닉(Natasha Melnick, 1984년 4월 10일 ~ )은 미국의 배우, 성우이다.
로스앤젤레스에서 태어났다.

## 출연 작품

### 영화
- 페어런트 트랩 (1998)
- 고 (1999)
- 오렌지 카운티 (2002)
- The Hillside Strangler (2004) - 카린 역

### 텔레비전
- 프릭스 앤 긱스 (1999-2000)
- Life as We Know It (2005)
- 패밀리 가이 (2005-12) - 목소리